# Simeon Murafa
Simeon Murafa (n. 24 mai 1887 – d. 20 august 1917) a fost un jurist, fruntaș al mișcării naționale din Basarabia, publicist, promotor al culturii muzicale. A făcut studii liceale și universitare la Kiev, devenind licențiat în drept în 1912. Colaborează la ziarul Cuvântul moldovenesc (1913–1917) fiind un timp și director al acestei publicații. Editează broșura „Cine-s moldovenii. Din istoria neamului” (1917). Participă la Primul Război Mondial, conducând o echipă sanitară pe frontul românesc. Contribuie la reconstituirea Societății Culturale Moldovenești, la consolidarea bazei editoriale în Chișinău. Zemstva județului Soroca îl numește judecător de pace în satul său de baștină, dar acesta este asasinat la Chișinău de o bandă de bolșevici. În legătură cu acest eveniment tragic, Onisifor Ghibu publică în ziarul România nouă articolul „Trei mucenici ai românismului în Basarabia: A. Mateevici, S. Murafa și A. Hodorogea”.

## Monumentul
Monumentul intitulat Apostolii Basarabeni a fost ridicat în memoria eroilor naționali Simeon Murafa, Alexei Mateevici și Andrei Hodorogea, la inițiativa Societății „Mormintele Eroilor Căzuți în Război”, după proiectul sculptorului Vasile Ionescu-Varo, la 29 septembrie 1923 (după alte surse 1933), în grădina Catedralei din Chișinău. Monumentul fusese confecționat dintr-o placă de piatră, așezată în poziție verticală, în care erau îngropate chipurile în basorelief de bronz ale celor trei eroi, având dedesubt, săpată în piatră, inscripția: „Simeon Murafa, născut la 24 mai 1887, mort la 20 august 1917; Pr. Alexei Mateevici, născut la 16 martie 1888, mort la 13 august 1917; Andrei Hodorogea, născut octombrie 1878, mort la 20 august 1917”. Pe piedestal, în fața basoreliefurilor, era așezată figura de bronz al unui vultur. Mai jos era amplasată inscripția: „Apostolii Basarabeni, Martiri ai Sfintei Cauze Naționale”. În partea superioară, monumentul înalt de 3 m era încununat cu Stema României, amplasată între două ramuri, una de stejar și alta de laur, toate executate în bronz. Baza monumentului avea dimensiunile 4,35/1,92 m iar panoul de piatră avea dimensiunile de 2,75/3,00/0,60 m. În urma anexării Basarabiei la Uniunea Sovietică, în 1940, basoreliefurile în bronz ale lui Murafa și Mateevici din Chișinău, au fost recuperate și repartizate Muzeului de Artă Națională „Carol I” din București, iar restul monumentului a fost distrus de sovietici.
În anul 2016, monumentul a fost refăcut pe același loc.